# You Shook Me
You Shook Me – utwór bluesowy napisany przez Williego Dixona i J. B. Lenoira. Pierwszą wersję akustyczną nagrał Earl Hooker; w 1962 został nałożony wokal Muddy'ego Watersa. 
Wykonawcy wersji pierwotnej:
- Muddy Waters - wokal
- J.T. Brown  - saksofon tenorowy
- James Cotton - harmonijka
- Johnny "Big Moose" Walker - organy
- Earl Hooker - gitara
- Willie Dixon - bas
- Casey Jones - perkusja

Utwór był nagrywany wielokrotnie, m.in. przez Jeffa Becka, na albumie Truth (1968), oraz przez zespół Led Zeppelin, na albumie Led Zeppelin (1969).
Jako że wersja Led Zeppelin ukazała się kilka miesięcy później, Beck oskarżył zespół o kradzież jego pomysłu. Podobieństwo obu wersji doprowadziło do długoletniego sporu pomiędzy Beckiem a gitarzystą Led Zeppelin, Jimmym Page'em (do tej pory muzycy byli dobrymi przyjaciółmi). Basista i klawiszowiec LZ zagrał również na organach na wersji Becka, jako że był wtedy jeszcze muzykiem sesyjnym.
"You Shook Me" był jednym z pierwszych utworów Led Zeppelin, w którym pojawiła się cecha charakterystyczna dla muzyki bluesowej, tzw. efekt "zawołanie i odpowiedź". Utwór grany był często podczas początkowych koncertów zespołu, prawdopodobnie dzięki temu, że jego budowa pozwalała na wykazanie się wszystkim członkom zespołu.
Jimmy Page wykonywał ten utwór podczas trasy koncertowej z zespołem The Black Crowes w 1999. Jedno takie nagranie pojawiło się na albumie Live at the Greek.